# Deuxième circonscription de l'Aisne (1852-1870)
La deuxième circonscription de l'Aisne est une ancienne circonscription législative de l'Aisne sous le Second Empire de 1852 à 1870.

## Description géographique et démographique
La deuxième circonscription de l'Aisne regroupe l'ensemble de l'arrondissement de Saint-Quentin. Elle était l'une des 4 circonscriptions législatives du département de l'Aisne.
Créée par le décret organique du 2 février 1852, elle regroupait les divisions administratives suivantes : le canton de Bohain, le canton du Catelet, le canton de Moÿ, le canton de Ribemont, le canton de Saint-Quentin, le canton de Saint-Simon et le canton de Vermand.
Cette circonscription n'est pas redécoupée au cours du Second Empire pour les élections législatives de 1857, de 1863 et de 1869.
Elle disparaît le 4 septembre 1870, jour de la chute du Second Empire et de la proclamation de la Troisième République. Le découpage électoral, issu du Second Empire, ne sert pas pour les élections de 1871, où on utilise le scrutin de liste majoritaire à un tour départemental selon les dispositions de la loi électorale du 15 mars 1849. 
Le scrutin uninominal majoritaire à deux tours est rétabli pour les élections de 1876, par la loi du 30 novembre 1875, mais elle se fait sur la base d'un nouveau découpage, celle des arrondissements.

## Historique des députations
| Législature      | Début            | Fin              | Député                | Parti / Idéologie | Parti / Idéologie    | Observation                                                        |
| ---------------- | ---------------- | ---------------- | --------------------- | ----------------- | -------------------- | ------------------------------------------------------------------ |
| Ire législature  | 29 mars 1852     | 27 novembre 1857 | Étienne de Cambacérès |                   | Majorité dysnastique | Propriétaire à Montgobert                                          |
| IIe législature  | 28 novembre 1857 | 3 décembre 1857  | Louis de Cambacérès   |                   | Majorité dysnastique | Auditeur au Conseil d'État Élection annulée                        |
| IIe législature  | 27 décembre 1857 | 4 novembre 1863  | Louis de Cambacérès   |                   | Majorité dysnastique | Auditeur au Conseil d'État Élu à la suite d'une élection partielle |
| IIIe législature | 5 novembre 1863  | 27 avril 1869    | François Malézieux    |                   | Républicain          | Bâtonnier du barreau de Saint-Quentin                              |
| IVe législature  | 28 avril 1869    | 4 septembre 1870 | François Malézieux    |                   | Républicain          | Bâtonnier du barreau de Saint-Quentin                              |

## Historique des résultats

### Élections de 1852
Les élections législatives françaises de 1852 ont eu lieu le 29 février 1852.
|                | Étienne de Cambacérès | Bonapartiste   | 17 810 | 100,00 |  |  |
|                |                       |                |        |        |  |  |
| Inscrits       | Inscrits              | Inscrits       | 35 845 | 100,00 |  |  |
| Abstentions    | Abstentions           | Abstentions    | 17 303 | 48,27  |  |  |
| Votants        | Votants               | Votants        | 18 542 | 51,73  |  |  |
| Blancs et nuls | Blancs et nuls        | Blancs et nuls | 732    | 3,95   |  |  |
| Exprimés       | Exprimés              | Exprimés       | 17 810 | 96,05  |  |  |

### Élections de 1857
Les élections législatives françaises de 1857 ont eu lieu le 21 juin 1857.
|                | Louis de Cambacérès | Majorité dynastique | 18 420 | 100,00 |  |  |
|                |                     |                     |        |        |  |  |
| Inscrits       | Inscrits            | Inscrits            | 33 308 | 100,00 |  |  |
| Abstentions    | Abstentions         | Abstentions         | 14 173 | 42,55  |  |  |
| Votants        | Votants             | Votants             | 19 135 | 57,45  |  |  |
| Blancs et nuls | Blancs et nuls      | Blancs et nuls      | 715    | 3,74   |  |  |
| Exprimés       | Exprimés            | Exprimés            | 18 420 | 96,26  |  |  |

Ce scrutin est annulé pour défaut d'âge du candidat, qui n'atteint ses 25 ans qu'en août 1857. Une élection partielle est donc organisée le 27 décembre 1857 et confirme la victoire de Louis de Cambacérès qui réunit, à nouveau, 100% des suffrages en étant seul candidat.

### Élections de 1863
Les élections législatives françaises de 1863 ont eu lieu le 31 mai 1863.
| Candidat         | Candidat                    | Parti                  | Premier tour | Premier tour | Second tour | Second tour |
| Candidat         | Candidat                    | Parti                  | Voix         | %            | Voix        | %           |
| ---------------- | --------------------------- | ---------------------- | ------------ | ------------ | ----------- | ----------- |
|                  | François Georges d'Hargival | Majorité dynastique    | 11 450       | 40,70        | 12 015      | 41,82       |
|                  | François Malézieux          | Républicain modéré     | 10 155       | 36,10        | 16 712      | 58,18       |
|                  | Louis de Cambacérès*        | Dissident bonapartiste | 6 525        | 23,20        |             |             |
|                  |                             |                        |              |              |             |             |
| Inscrits         | Inscrits                    | Inscrits               | 33 762       | 100,00       | 33 817      | 100,00      |
| Abstentions      | Abstentions                 | Abstentions            | 5 555        | 16,45        | 4 853       | 14,35       |
| Votants          | Votants                     | Votants                | 28 207       | 83,55        | 28 964      | 85,65       |
| Blancs et nuls   | Blancs et nuls              | Blancs et nuls         | 77           | 0,27         | 237         | 0,82        |
| Exprimés         | Exprimés                    | Exprimés               | 28 130       | 99,73        | 28 727      | 99,18       |
| * député sortant |                             |                        |              |              |             |             |

### Élections de 1869
Les élections législatives françaises de 1869 ont eu lieu le 24 mai 1869.
|                  | François Malézieux* | Républicain modéré  | 22 046 | 72,56  |  |  |
|                  | Martin Desains      | Majorité dynastique | 8 337  | 27,44  |  |  |
|                  |                     |                     |        |        |  |  |
| Inscrits         | Inscrits            | Inscrits            | 34 786 | 100,00 |  |  |
| Abstentions      | Abstentions         | Abstentions         | 4 299  | 12,36  |  |  |
| Votants          | Votants             | Votants             | 30 487 | 87,64  |  |  |
| Blancs et nuls   | Blancs et nuls      | Blancs et nuls      | 104    | 0,34   |  |  |
| Exprimés         | Exprimés            | Exprimés            | 30 383 | 99,66  |  |  |
| * député sortant |                     |                     |        |        |  |  |